# Shawnee (Oklahoma)
Shawnee é uma cidade localizada no estado norte-americano de Oklahoma, no Condado de Pottawatomie.

## Demografia
Segundo o censo norte-americano de 2010, a sua população era de 29857 habitantes.

## Geografia
De acordo com o United States Census Bureau tem uma área de
115,7 km², dos quais 109,5 km² cobertos por terra e 6,2 km² cobertos por água.

## Localidades na vizinhança
O diagrama seguinte representa as localidades num raio de 16 km ao redor de Shawnee.